# Giordano Bruno (Mondkrater)
Giordano Bruno ist ein Strahlenkrater mit einem Durchmesser von 22 Kilometern und mit dieser Größe wohl der jüngste Krater auf dem Mond. Er liegt knapp hinter dem sichtbaren Teil der Mondoberfläche auf der Mondrückseite.

## Alter
Giordano Bruno ist ein recht junger Mondkrater. Der Geologe Jack B. Hartung spekulierte bereits 1976, dass seine Entstehung von Menschen aufgezeichnet worden sei: Am 25. Juni 1178 beobachtete der Mönch und Chronist Gervasius von Canterbury eine Leuchterscheinung an der Mondsichel, bei der es sich um den Krater verursachenden Meteoraufprall gehandelt haben könnte. Diese Theorie wurde früh kritisiert, da keine anderen Berichte aus dieser Zeit auf ein solches Ereignis hinweisen. Aktuelle Untersuchungen über die Anzahl und Verteilung kleiner Krater in den Auswürfen um Giordano Bruno weisen auf ein höheres Alter zwischen 1 und 10 Millionen Jahren hin. Das kraterbildende Ereignis erfolgte also höchstwahrscheinlich nicht innerhalb überlieferter Geschichte.

## Untersuchungen

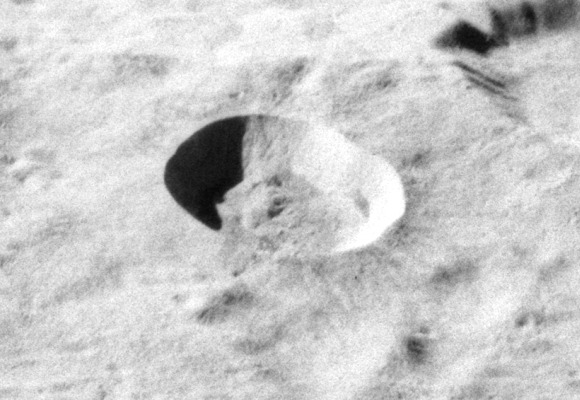
Photographie von Apollo 16.

Am 23. Juni 2009 wurde er von der Mondsonde LCROSS überflogen und mit verschiedenen Kameras und Spektroskopen untersucht. Reflexionsspektren gemessen an mehreren Punkten im und um den Krater weisen starke Absorptionsbanden auf, die nahelegen, dass Minerale der Pyroxengruppe mit hohem Calciumanteil die Geologie des Kraters dominieren.

## Asteroid vom Giordano Bruno-Einschlag
Es wird vermutet, dass der Asteroid (469219) Kamoʻoalewa bei dem Einschlag eines Körpers auf dem Mond entstand, der zur Entstehung 
des Kraters Giordano Bruno führte.